# Afrikai levéljáró
Az afrikai levéljáró (Actophilornis africanus) a madarak (Aves) osztályának lilealakúak rendjébe, ezen belül a levéljárófélék (Jacanidae) családjába tartozó faj.

## Előfordulása
Afrikában a Szaharától délre – Szomáliát, valamint a nyugat- és dél-afrikai partok egy részét kivéve – majdnem mindenütt honos a nyílt vizeken. Elterjedési területén mindenütt nagy számban él.

## Megjelenése
Testhossza 23–30 centiméter. A hím szárnyfesztávolsága 14 centiméter, a tojóé 16 centiméter. A hím testtömege 115–224 gramm, a tojóé 160–290 gramm. Törzse és szárnya élénk gesztenyebarna, melle aranysárga, kormánytolla pedig fekete. Pofája fehér, feje teteje és szemcsíkja fekete, a homloki rész kobaltkék. Csőre egyenes, a vége enyhén lefelé görbülő, tövénél fénylő kék rajzolattal. Nagyon hosszú lábujjai vékony, éles karmokban végződnek, így a madár testtömege nagy felületen oszlik el, miközben az úszónövényeken jár. Három ujja előre, egy pedig hátrafelé áll. A megnyúlt hátsó karom még jobb tartást biztosít.

## Életmódja
Az afrikai levéljáró társas madár. Tápláléka rovarok és azok lárvái, rákok és vízinövények. Táplálékát a vízinövényeken sétálva kapja el. Úszni is jól tud. Fogságban 13 évig él.

## Szaporodása
Az ivarérettséget 1-2 éves korban éri el. A párzási időszak térségenként változik, és majdnem mindenhol egész évben tart. Egy tojó akár 3-4 hímmel is párosodik. A fészekben 4 csillogó világosbarna tojás van, melyeket sötétbarna vagy fekete mintázat díszít. A tojásokon 21-26 napig kotlik a hím. A fiókákat mindkét szülő gondozza. A hím képes egyidejűleg járkálni és a fiókáit melegíteni. Az összecsukott szárnyaiban képződő táskákban hordja magával őket; ilyenkor csupán kilógó lábujjaik látszanak. A hím veszély esetén is ezekben a táskákban helyezi el őket. Az utódok hamar kimerészkednek a fészekből.

## Rokon fajok
Az afrikai levéljáró legközelebbi rokona és az Actophilornis nem másik faja, a madagaszkári levéljáró (Actophilornis albinucha).

## Képek

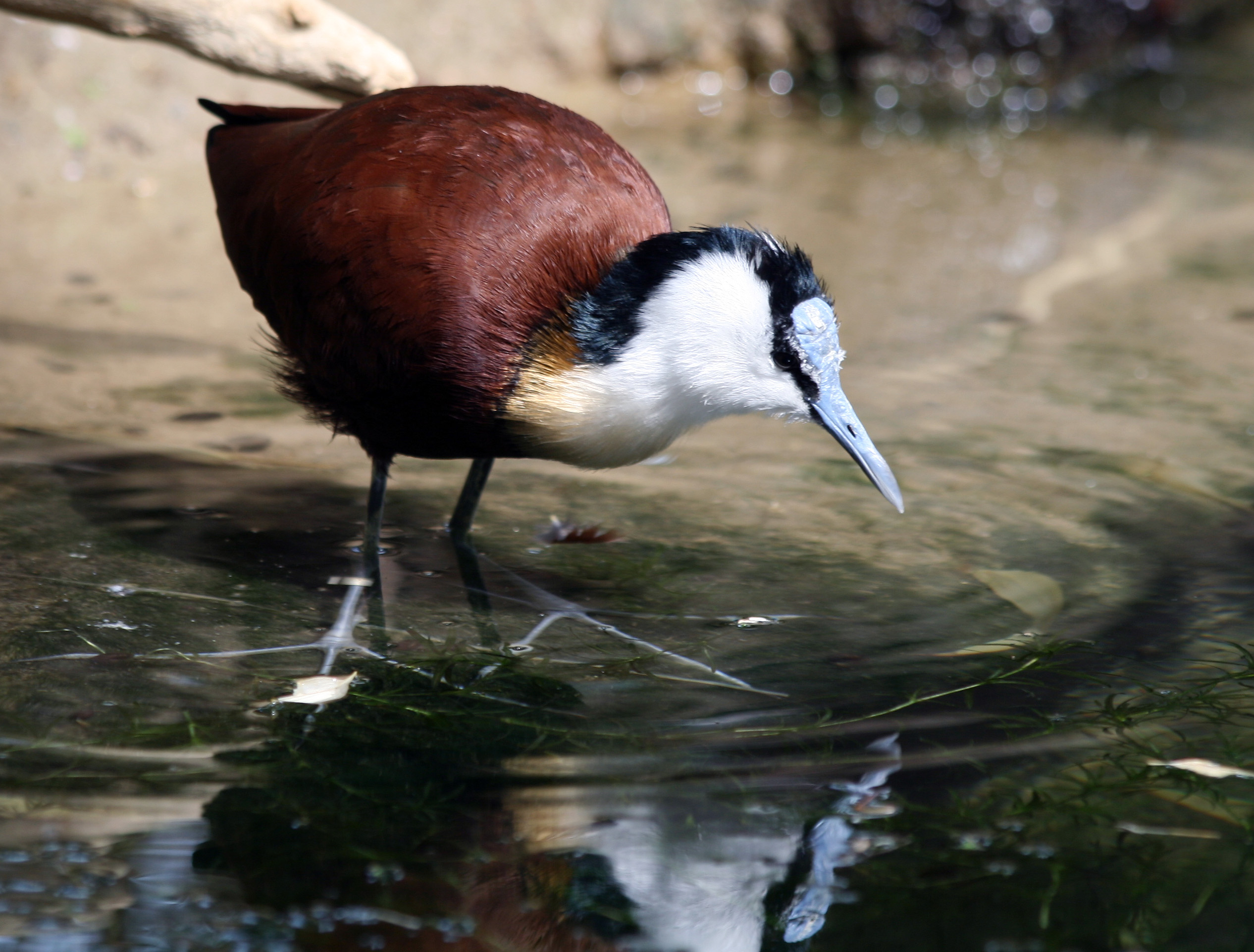
Portré
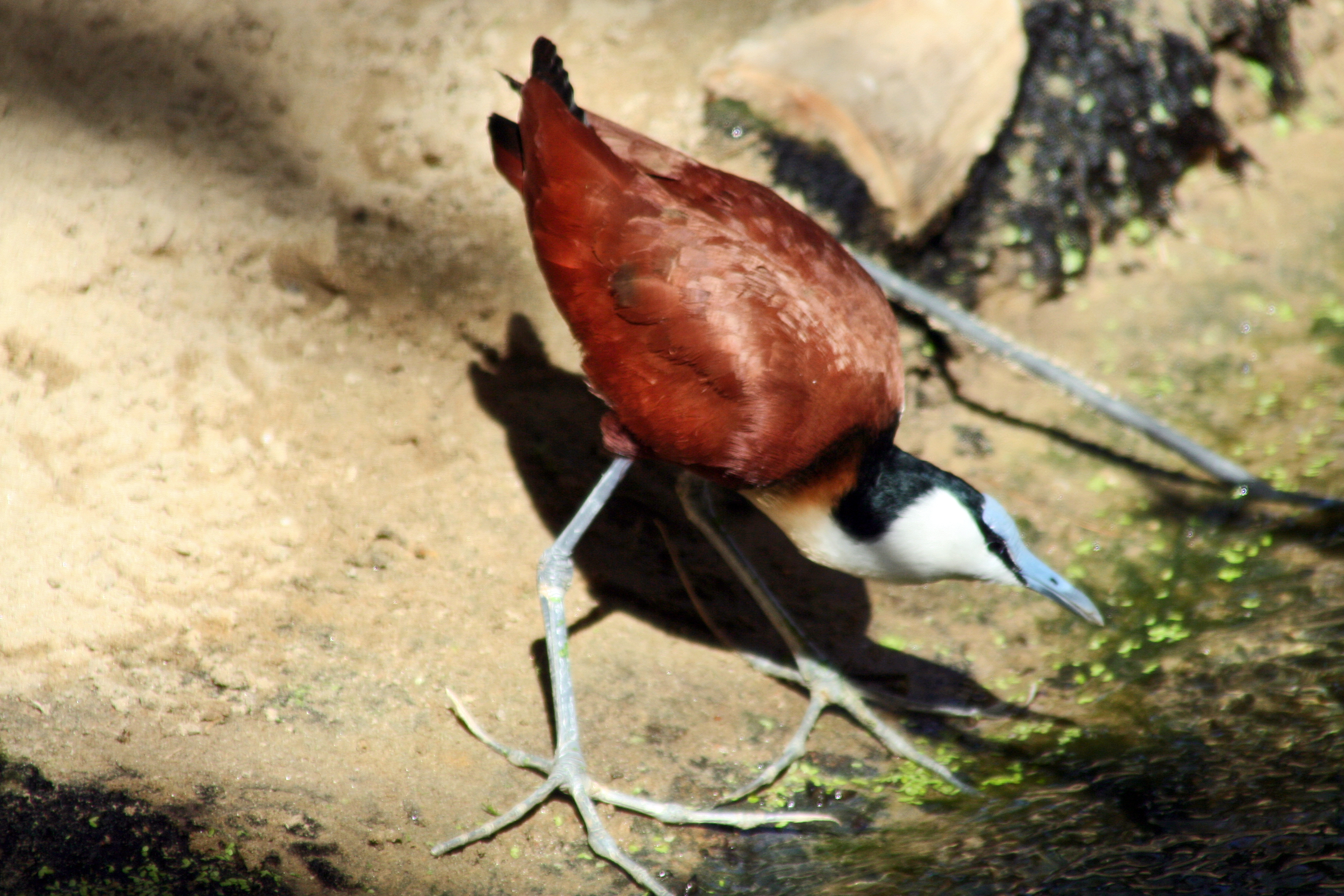
Figyelő példány
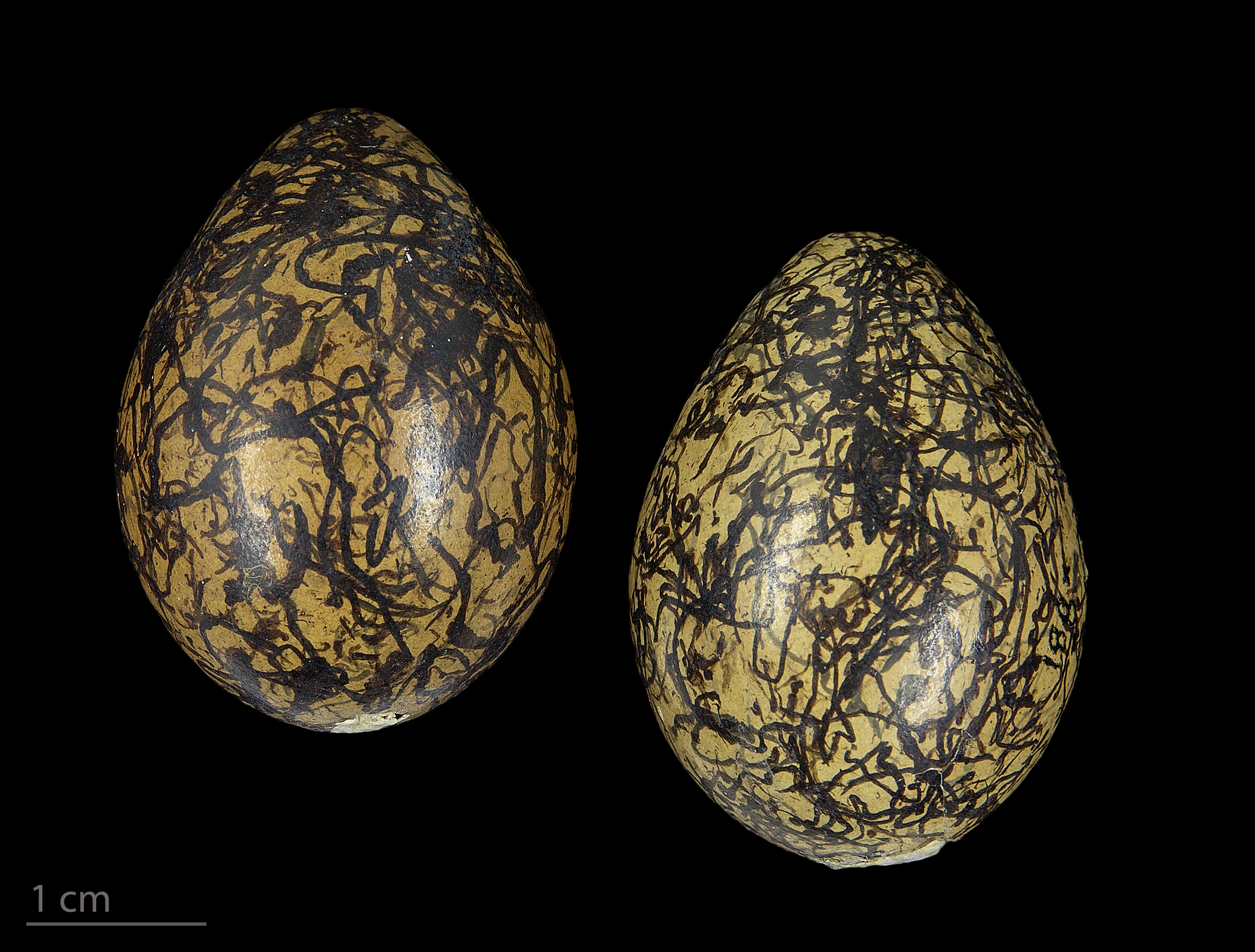
A tojásai